# Purpuricenus kaehleri
Purpuricenus kaehleri је врста инсекта из реда тврдокрилаца (Coleoptera) и породице стрижибуба. Сврстана је у потпородицу Cerambycinae.

## Распрострањеност
Врста је распрострањена на подручју Европе, Јужног Кавказа, Кавказа и Блиског истока. У Србији је широко распрострањена врста.

## Опис
Глава, ноге и антене су црне боје, пронотум је црн или са различитим црвеним мрљама. Покрилца су црвене боје са крушколиком црном мрљом у средини, ређе потпуно црне или црвене боје. Антене су средње дужине до дуге. Дужина тела је од 10 до 21 mm.

## Биологија
Животни циклус траје две до три године. Ларве се развијају у мртвим гранама и гранчицама пречника 2-3 cm. Адулти су активни од маја до августа и срећу се на биљци домаћину и на цвећу. Као домаћин јављају се различите врсте листопадног дрвећа (храст, христов венац, брест, багрем, врба, буква, шљива, итд.).

## Статус заштите
Purpuricenus kaehleri се налази на Европској црвеној листи сапроксилних тврдокрилаца.

## Синоними
- Cerambyx kaehleri Linnaeus, 1758
- Lamia kaehleri (Linnaeus) Fabricius, 1787
- Cerambyx hungarica Herbst
- Purpuricenus kaeleri (Linnaeus) Laporte de Castelnau, 1840 (misspelling)
- Cerambyx koehleri (Linnaeus) Scopoli, 1772 (misspelling)